# 666〜サタン〜の登場人物
666〜サタン〜の登場人物では、岸本聖史の漫画『666〜サタン〜』に登場する架空の人物のうち、特に主要な人物について紹介する。

## 主要人物
ジオ・フリード
13歳（第2部からは17歳） 身長：173cm 体重：62kg、血液型不明。
本作の主人公。世界征服を夢見るO.P.T.（オプト）の少年。ジオの中にいるカバラの悪魔、逆カバラの最高ランクNo.1iに位置する最終記憶兵器である「サタン」によって常に苦しんできた。詳しくはサタンを参照。幼少時に両親を亡くし、内に潜むサタンが出てきては悪さをしていた為、周囲からは「悪魔の子」「不幸を運ぶ」と言われ、散々虐められていた。長年人に裏切られてきた為、人を安易には信用しようとしない。だが、根は優しい性格であり周囲を惹きつける魅力がある。ゼロの弟子になっており、そこで獣のような戦闘センスを身に付ける。それ以外にも化け物とも言えるサイズの亀やムカデを蹴り一発で倒すなどして、並ならない実力を見せつけていた。
ルビィと出会いボディーガードとして旅に加わる。旅をする中、O.P.T.としての実力を試す為、オリンポスコロシアムに参加する。試合も順調に勝ち進む最中、ルビィがイカロスに誘拐され、彼女を助ける為仲間達と助けに行く。激しい戦闘を繰り広げイカロスに勝利するものの、サタンに飲み込まれ、さらにクロスに自身の正体がサタンだとバレてしまい、復讐と憎悪に包まれたクロスと激戦。それ以降行方不明になる。
第2部では、ロックバードでの出来事の後に海に浮いていたのをゼロに助けられ、サイクロプス人の里で暮らしていた。つばめがいなくなってからはサイクロプス人のリーダーとしての日々を送っていた。平和に過ごしている際に、偶然ボールが里に落ちたのをきっかけに再会。ルビィがサタンに吸収された事を知り旅に加わる。4年間の間でかなり身長が伸び、ボールでさえもジオだとは判らなかった。つばめ達との戦いの後、クロスやルビィを道具としか見ないミコに対して本気で怒り、チトニウムの体を破壊したものの里を去る時に長老から託された伝説のオーパーツをミコに奪われた。
その正体は、アダムとイブがルシフェルの暴走を予期してつくられたカバラとは別の試作の情報記憶体。名は、地球の言葉で自由、FREEDOM、と名づけられた存在。ジオ=フリードとは、OMを逆にしたWOから線を二本とった、JIOの後にFREEDをつけた名前。ルシフェルに飲み込まれそうになったが、星すべての人を信じ、サタンを倒した後、ルビィ、クロス、ゼロ、ゼクトなどのレシピ達を共に、神を別の生物のいない星にカバラをとばしていった。
ボールは星に住む全員の心を一つにしたジオの行動を「世界を征服した」と評した。
所持するオーパーツは、威力を倍増させるブーメランの「零式」。後にキリンによって「零式改」へと改造され、形状は三枚刃の手裏剣に変わり、エフェクトも威力が3倍へと変わった。2部からはジオ自身の手によって「零式改R」へと更に改造され、通常は輪っかの状態だが、相手の邪気に反応して刃を形成するものへと変わった。
また、サタンとの契約により相手のスピリッツを吸収する「ナンバーオブビースト」を左手に刻まれた。使用すればするほどにサタンに精神を乗っ取られる。
ルビィ・クレセント
15歳（第2部からは19歳）。身長165cm、体重45kg、血液型O型。
本作のヒロイン。幼い頃に父親は死んだとされており、伝説のオーパーツを探して一人旅を続けていた。モンスターに襲われる所ジオと出会い助けられ、それ以降ジオをボディーガードとして雇う。当初は仲間の意味を知らないジオと口論になる事もあったが、その反面彼の優しさや本音を知っていく内に恋心を抱くようになる。
ロックバードでゾルによって魂が剥ぎ取られた状態でジオの心を取り戻すべく、自らサタンに吸収され、ジオの本来の心を取り戻した後もサタンを抑える為にジオの中に残った。
当初はごく普通の少女かと思われたが、実は正カバラNo.10の天使サンダルフォン。天使である為か古代文字を読むことが出来る。
第2部では、魂はジオの中、体はステア政府本部にあり、体は純な天使の覚醒体に近づいていたが、魂が戻ったことで復活した。体が戻った際にはサンダルフォンの力の切れ端を感じた影響を受け、サンダルフォンの力が使えるようになった。その為、物質のサイズを変えられるようになり、オーパーツの場合はそのオーパーツを進化させることも可能となった。
父の形見のヒスイのペンダントはランクSのオーパーツ「ソロモンの鍵」であり、エフェクトは100以上。本来はレシピを目覚めさせるためのものであり、後にジオの右手に埋め込まれた。
クロス・ビアンキーナ
15歳（第2部からは19歳）。身長160cm、体重47kg、血液型A型。
元・神の総司令官。O.P.T.で実は正カバラNo.1の天使メタトロン。幼い頃に妹のリリィをサタンによって殺された過去を持ち、その仇を討つためサタンを殺そうとしていた。
サタンにリリィを殺された後にステア政府に所属し、最前線にいればサタンに会う確率が増えると言うことで神（シン）の総司令官になった。キリンに師事していたこともあり、キリンのことを先生と呼ぶ。神（シン）の総司令官になっただけあってかなりの実力を持っており、後にサタンとの戦いで自分がメタトロンであることを知る。サタンとの激戦後は、ボール達に助けられた。
第2部ではボール達と旅をしており、第1部から第2部までの4年間で覚醒体のメタトロンの力を自分の意思でコントロール出来るようになった。また、1部での正義感あふれる表情は戦いでしか見せず、普段は温厚で昼寝好きというおとぼけな性格に変わっている。メタトロンの覚醒体の姿は36枚の羽に胴が炎の柱になった人型で、ミカエルさえも「美しい」と感じさせた。
所持オーパーツは妹リリィの形見でもある五連の指輪「ジャスティス（地・帯電水・風・フィールド・ボム）」。ランクはCと、1つ1つは大したことはないが、クロスの力によって凄まじい威力となり、「アース・オブ・インパクト（怒りの大地）」「サンダードラゴン」「ダンス・オブ・ゲイル（疾風の舞）」など幾つもの技を持ち、高ランクのオーパーツを凌ぐ戦闘力を得ている。さらに、天使の力を使えるようになった後は、悪魔に致命傷を与える「五連リリィ・ビアンキーナ」を繰り出せるようになる。
ボール
13歳（第2部からは17歳）。150cm、体重38kg、血液型O型。
エントツシティ出身のO.P.T.の少年で両親と妹を持っている。ラップのような喋り方をして語尾に「ヨォ」を付けているのが特徴。丸い物と綺麗な女性（の胸）が好きだが、四角い物は嫌い。
エントツシティでジオ達と出会い、苦しんでいる皆を助けたい思いから、憧れていたO.P.Tとしての才能を開花。師事したキリンから磁力のエフェクトを持つボール型のオーパーツ「クールボール」を譲り受ける。
O.P.T.として初めて臨んだ戦いではゼノムのムセシに苦戦の末、勝利。エントツシティでの戦いの後、他の場所でかつての自分達と同じように苦しんでいる人々を助けたいという思いから、ジオ達と一緒に旅をするようになる。
第2部からは、クロス達とジオを探して旅をしており、ゼノムらから「球撃のO.P.T」の異名で名が知られるほど強くなった。クールボールも改造され、4つの球の「トリッキー」されている。
メイに好意を抱かれているものの、気付いていないがつばめとの戦闘後、無意識に意識している。エピローグでメイと結婚して二人の子供を授かった場面が描かれている。
キリン
元ステア政府のガーディアン部隊でオーパーツの鑑定人でもある。オーパーツの修理も可能である。O.P.T.ではないものの、伝家の名刀の瞬花終刀の使い手であり、見切りの天才と言われ、O.P.T.でも瞬殺することができる実力の持ち主。
かなりの変人であり、エントツシティのはずれにあった家にたどり着くまでに3つの試練を突破しなければならず、その家にもさまざまな仕掛けがある。また漬け物を漬けるのが好きでいつも持ち歩いている。本人曰く「オレのつけた漬け物は世界一」とのこと。逆に甘いものが苦手。
ゼノム四天王の孔雀の双子の兄でアドラマレクを寄生させた孔雀に左ほほに傷をつけられ、それが今も残っている。またサイクロプス人の血を引いており、額には第三の目があるものの、かなり体力を使う為に多用は出来ない模様。幼い頃に孔雀と同じ二つ目になるために額の目を潰そうとしたものの額の目が頑丈だった為、代わりに左目を潰した。
アミダバ
元ステア政府のアタック部隊。七色のアミダバと呼ばれるO.P.T.であらゆるオーパーツを使いこなせる。オリンピアの時に天狗という名でロックバードの人間になり済ましていた。何事もアミダクジで決める模様。
所持オーパーツは手のタトゥ「レインボー」。七種のタトゥはそれぞれの力を持っており、七色のアミダバの通り名になっている。十八番は重力コントロール。その他、移動用のオーパーツに「ビッグオーフェン改」の操縦も担当。
メイ
第2部から登場するサイクロプス人の少女。ボク少女。幼い頃に兄から他人の耳を引っぱるおまじないを教えてもらった為に、他人の耳を触る癖がある。かなり口が悪くボールとよく言い争いになるが、ジオの前だと一転。当初はジオに恋心を抱いていたが、兄のつばめとの一件以来、ボールに恋心を抱いている様子。ジオに好意を抱いていた頃はルビィに嫉妬していたことも多々あったが、現在は彼女と親交を深めている。つばめとの戦いの際に初めて第三の目が開眼した後にすぐに戻ってしまったものの、続いての対孔雀戦でまたも開眼させた。
祖父の隼とキリンと孔雀の父の鷹が兄弟なので、キリンと孔雀は彼女の従伯父にあたる。
ゼロ
狼型の生態型オーパーツで、彼の父親は正カバラNo.4サドキエルの力を持っていた為、群れから追い出された。仲間と連絡を取り合ったりしないので滅多に吠えず、その為に吠えるのが下手。父親が亡くなった後、レシピの核は彼に宿ったが、ジオにも感じさせないほど核の力を押さえていた。今のところジオとジンには彼の言葉が分かる。O.P.T.がいなくてもエフェクトを使えるが、使うと体中の骨がきしむ。幼い頃のジオの師匠でもあり、ロックバードから落ちて海に浮かんでいたジオを助けた。
ジャジャ丸
キリンのペットで「うむ」と言う吠え方をするO.P.T.。第一部の時は丸に顔と耳と足を付けたような姿だったが、第二部では普通の犬の姿で（犬種は不明）かなりの大型犬になり第二部の姿はゼロと微妙にキャラが被っている。子供までいる。ボールを見下している。
所持オーパーツはランクDの「オオカミの骨」で「俊足移動」のエフェクトを持つ。ボール以上に球型のオーパーツを相性がよく、磁力によって宙に浮いて移動するオーパーツ「オーフェン」も使える。
ジョジョ丸
ジャジャ丸の子供。でO.P.T.。第一部の時のジャジャ丸と同じ姿をしている。第一部時のジャジャ丸との違いは、前髪のはね具合が右はねジャジャ丸は左はねであることと吠え方が「なむ」な所だが、最大の違いはボールに懐いていること。ボール曰く「ジャジャ丸より丸い」らしい。である。オルガンが弾ける。
ジン
ジオの幼馴染でO.P.T.。「呪いの子」として虐められていたジオの友達となったが、サタンに両親を殺され、それをジオに殺されたと勘違いしてジオを憎むようになり、ジオの命を狙っていた。しかしジオとの戦いで両親を殺したのはサタンと気付き、ジオを救った後姿を消した。
ロックバードでの戦いの後、ふともも太郎と共に旅をしている。4年間のふともも太郎との旅でキャラが少し変わっており、ゼロの言葉が分かる。5iアスモデウスの偽の核を所持しており10iの悪魔ナヘマーに飲み込まれ、ジオと再会した。
所持オーパーツは炎のエフェクトを持つ巨大な刀剣「阿修羅」。当初は憎悪のスピリッツによって全てを焼き尽くす黒炎だったが、ジオへの誤解が解けて憎悪が消えた後は、ハンドリング可能な完全燃焼の青炎に変わった。
ふともも太郎
大食いの男でO.P.T.。オリンピアに出場して予選落ちのはずだったが、係員の目が悪かった為に運良く残ることが出来た。強い相手にお供にならないかと話しかけているものの、ほとんど無視されている。オリンピア終了後はジンと共に旅をしており、寝ぼけたふともも太郎に頭をかじられた経験があるからか、ジンは彼を"あるいみ、サタンよりこわい"と恐れている模様。ジンと10iの悪魔ナヘマーに飲み込まれた。
桃太郎を元にして作られたキャラクターであると思われる。同作の主人公が持っているきび団子の名産地は岡山であり、また作者の出身地が岡山であることから作られたキャラクター。所持しているママカリの剣は『南国少年パプワくん』の作者・柴田亜美が考えたオーパーツである。
所持オーパーツは腐敗臭を放つランク不明の「ママカリの剣（ゴマ付き）」と、食べることで犬、猿、キジの能力を使うことが出来るランクEの「犬・猿・キジ・きび団子」。
カイト
オリンピア出場者でO.P.T.。幼少の頃に父親とダムドの遺跡でルキフグスを見つける。カイト自身は手袋をして素肌でルキフグスに触れていなかった為か寄生されることはなかったが、翌日ユリアがルキフグスに触れて暴走させた時はO.P.T.の為か生き残ることが出来た。それ以来ユリアの腕を元に戻す為に旅をしてオリンピアに出場するも、ボールに敗北。
所持オーパーツは重力コントロールのエフェクトを持つランクCの「巨人のナイフ」だったが、ボールとの闘いで破壊された。オリンピア終了後はシュリと共に旅をするようになり、ユリアがカバラに吸収されてからは1年かけてランクAのオーパーツ「ヘビーメタル」を入手。更に3年かけて使いこなせるようになった。体重を自由に変えることができ、重くすることも軽くすることもできる。
シュリ
元ゼノム側近幹部でO.P.T.。住んでいた街がステアとマーサの戦争に巻き込まれた時に両親がステアの兵に殺された後にゼノムに声をかけられ、ゼノムに入った。しかしオリンピアに出場してからジンとの戦いで心の強さを知り、ゼノムを抜けた後はカイトと共に旅をしていた。セフィロトの欠片を埋め込んだ悪魔の探知機を持っている。小さく「ホント」と言うのが口癖。
所持オーパーツは冷気とハンドリング（操作）のエフェクトを持つ鎖型の「レイス」。両親が殺される原因となったオーパーツでもある。オリンピアでジンに破壊された後の第2部では形が変わっている。
ユリア
No.3iの悪魔、ルキフグスに寄生されていたO.P.T.の少女。ダムドの遺跡でルキフグスに寄生されて以来、少しでもスピリッツを出すだけでルキフグスが暴走してしまう為、普段は左手を体に縛っていた。オリンピア後、ルキフグスごと逆カバラに打ち込まれていたが、ジオ達がゼノム本部に侵入した際にロックによって逆カバラから開放され、逆カバラのある南極にてカイトとシュリと対峙することになる。カイトの心の力によってルキフグスと分離し、その後はルキフグスのみ再び打ち込まれた。
所持オーパーツはランクEの「スカル（破壊）」柄のようなオーパーツで、結局使われることのないまま破壊された。

## ステア政府
一世紀前にミコによって軍事国家となった国。高ランクのオーパーツを集めており、Aランク以上オーパーツは報告して差し出さなければならない。他国の遺跡に進入し、発掘するアタックと自国の遺跡を守るガーディアンという軍事特殊機関がある。なお、その本部はクレーターの中にあるが地上の建物は飾りで、中枢は地下にある。ジオ達に壊滅させられた。
幻のアマテラス=ミコ
ステア政府総統で、一世紀前にステアを軍事国家にした人物。その目的は物質世界を全ての意識あるものが一つとなる精神世界を作り出すことである。記憶や人格を留めておくことができるあるオーパーツによって永遠の存在になっており、ステア政府本部にあったチトニウムオーパーツによって作られた体はジオに敗れて破壊されたものの、魂が抜けた状態でいるルビィとの交換条件と言うことで伝説のオーパーツを奪った。また、その本体は無敵戦艦、ランクSSのオーパーツ「神（シン）」の中にあり、現在はバルサの体を乗っ取って全てを指揮している。伝説のオーパーツを二つ合わせ、神の本来の姿で、ジオ以外のレシピを手に入れたが、自ら吸収されたジオの零式改Rによって、倒される。
レッドスピアのドワフ=ロンギヌス
ステア政府参謀兼元アタック総合部隊総司令でO.P.T.。参謀として顔の傷から十字キズのドワフ=ロンギヌスと呼ばれる。自らのオーパーツによって目のところに十字架を横にした傷がついたためにそれ以来目が見えない状態でいるものの、その他の感覚が発達して雨が降っていても相手がどこに居るか分かる。参謀として作戦ばかりを練っているが、根は戦い好き。ルビィ救出の際にキリンとアミダバと戦った末、第3の目を使ったキリンに敗れた。
所持オーパーツはランクAの「レッドスピア」。光の圧縮とコントロールのエフェクトにより、遠距離技「十字太陽（サンフライズ）」や、360度すべてから強い光を放つ空間を作り出す技「光鏡極世界」などの技を使う。
三島影久
北半球統括最高責任者ステア政府軍中将でO.P.T.。オーパーツ「ムゲン」を体に移植したサイボーグで、そのためにスピリッツを見せずにいきなりエフェクトを発動させ「ポジトロンショット」を放つことが出来る。ステアの力でオーパーツに左右されることのない争いのない世界を目指したがミコの思想の道具と知り、ジオ達にミコを止めることを託した。
バルサ
戦艦型オーパーツ「神（シン）」の副司令官で総司令のクロスがサタンとの闘いに向かってから、代わって総司令となった。神の絶大的な力に魅入られて政府から離反し、独立国家ジパンを名乗って世界を回っていたものの、程なくしてミコにあっさりと肉体を奪われる。政府から離反することもミコには全て見えていた模様。
ミカエル(コピー)
No.6の天使ミカエルの細胞から作られたコピー。詳しくはミカエル(コピー)を参照のこと。
ミカエル
ジオ達がステア政府に侵入した際に戦ったNo.6の天使。詳しくはミカエルを参照のこと。
ぽんず
天才的なハッカーでインビジブルと呼ばれナイスバディ。実はNo.9iの悪魔リリス。ステア政府の軍事ホストコンピューターへのハッキングや他数件の容疑で国際A級指名手配されたが、その腕を買われ、軽罪を取引に買収された。普段は気に入った人物にしか正体を教えず、自分を使用人と偽っており、司令室を風呂場にしてしまったりと軽い印象だが、理知的な助言をしてれっきとした参謀にもなり得ている掴めない性格。
天使のクロスに近づくためにジパンが発掘したリリスを自ら寄生させて、かなり精神を持っていかれていたが、クロスの力によって核と分離させられた。
ジャガ
高ランクオーパーツ、メキシス発掘のためにエントツシティの長官となった。街をゼノムから保護していると言う面目で街の住人に過酷な労働をさせていたが、実は裏でゼノムとつながっていた。メキシスの力で世界征服を目論んでいたものの、ワイズ達の策略によりメキシスを発動させるための道具としてメキシスに吸収された。なお、メキシスに吸収される直前、ワイズに寝返ったブラウニー曰くブラウニーが開発したR-108と言う薬の長期間の投与の末に強制的にO.P.T.となったが、その副作用によって脳の前頭葉が破壊されて理性が失われて内臓が軋み、残り一ヶ月の命であったとのこと。

## ゼノム
元々はステア政府を潰すために作れられた組織だが、高ランクオーパーツの所持密売などをしており、その本拠地はなんとNo.10iの悪魔ナヘマーの体内にある。高ランクオーパーツかレシピを見つけると飲み込み、総帥の部屋のパイプオルガンが鳴るようになっている。
ゼノム
ゼノム組織総帥で広がりから未来が充たされ、それこそがこの世の進化と思っている。実はルビィの父、ゼクト=クレセント。かつて、エメラルド、ルビーという妻と子がいたが、戦争によって失い、世界を変えるためにステア政府に入る。その後、ステア政府が発掘したサンダルフォンにルビィの面影を見、自らベルフェゴールを寄生させ、ソロモンの鍵をすり替え、サンダルフォン（ルビィ）を奪っていった。しかし、悪魔に少しずつ体を蝕まれていき、天使であるルビィを自らの手で傷つけてしまうことを恐れ、ルビィと別れた。ミコがオーパーツによって、この世に精神を留めているのを知っている。No.5iの悪魔アスモデウスとNo.6iの悪魔ベルフェゴールを宿しており、ベルフェゴールの力でオーパーツを作ることができ、ゼノムのO.P.T.が使っているオーパーツのほとんどは彼が作った物。さらにアスモデウスを宿すことで、センサーに反応する偽の核なども作り出した。ただし力を使うたびに体にかなりの負担がかかり、所々の記憶を失っており、ルビィのことも忘れていたが、カバラに打ち込まれる直前にすべてを思い出した。
孔雀
ゼノム組織四天王にしてキリンの弟であるO.P.T.。兄のように第3の眼を額に持っていなかったため、O.P.T.となった。彼の顔にはキリンに付けられた傷が残っている。ダサい・ダサくないで物事を見ており、使えないと思えば部下でも殺す。右腕にNo.8iの悪魔貪欲のアドラマレクが寄生しているために物をすり抜ける力、物質を分子や原子にまで分解する力を有するものの、逆カバラの触手の腕までは通り抜けられず、逆カバラに封印されかけたことがある。
実はサイクロプス人の父の血を引いているが、母親似のために額の眼は開眼しなかった。自分だけに眼がないことと、いつも兄には敵わなかったことで幼い頃は常に兄への劣等感を持っていた。そのために死んだ母親を恨み、母親の墓石を斬った際に中のアドラマレクに右腕を寄生され、それ以降は若い姿のままでいる。その力で兄に勝つことが出来たものの、憎悪で剣を振り回していたことを父に叱責されたためにアドラマレクの触手で父親を殺害した。なお、2人の顔の傷はその現場を目撃して激高したキリンとその場にいた孔雀が互いを攻撃した際に生じたものである。
キリンとの闘いでは、孔雀と平等でいるために自ら左目を失ったキリンの姿を見て動揺して敗れ、その際に右腕からアドラマレクが分離。最終的には自分に本来受け継がれるはずだった瞬花終刀を返され、自分をいつも見てくれていた父の思いに気づき絶命したかに思われたが、カバラに吸収されそうになったキリン達を鈴音天消によって助け、刀を握ったまま絶命した。
ロック
ゼノム組織四天王。ゼノムに属しているが、正体はNo.5の天使峻厳のサマエル。そのために逆カバラから悪魔のレシピを取り出すことが出来るが、逆カバラが活性化すると右目が疼き、孔雀がカバラの中に取り込まれかけた際にはその触手を鎮めたものの右目が破裂してしまい、それ以降は右目からレシピとしての力が解放されている。逆カバラの前ではレシピとしての力を抑え切れないのか、No.4iの悪魔アシュタロトを逆カバラから引き出した際には、覚醒体になる前の段階ですら出てきた触手を消し去ったほどに力が解放されており、ロック自身も逆カバラの保障が出来ないと話していた。
元はステア政府に所属していたが、ケルビ鉱山から発掘されたオーパーツを使って反乱を企てた鉱山のO.P.T.達とその仲間を殲滅するという任務で、女・子供も関係なく殺し、更にその任務がケルビ鉱山から発掘された高ランクオーパーツの情報を外に漏らさないためで、ケルビのO.P.T.達は反乱を起こしていないと知り、そのオーパーツ(No.5の天使サマエルの核)を体に隠そうとして寄生され、ステア政府を去った。
ジオとの戦いではサマエルの能力を過信したことにより敗北し、サマエルと分離した。
所持オーパーツは、底に眼が描かれている計12個の三角柱型の物体「12の監視（トゥエルプウォッチャー）」と、パワーアップのエフェクトを持つ二丁拳銃「ケルベロス」。
スピカ
ゼノム組織四天王で四天王の紅一点。恥ずかしがりやな性格で気弱な口調だが、それは建前で強気かつ攻撃的な本性の持ち主。彼女とルビィの戦いはお互いの性格もあってクロスを唖然とさせた。俗に言うメイドキャラであり、クロスのことをご主人様、ルビィをお嬢様と呼ぶ。ふともも太郎曰く「ナイスふともも」らしく、ふともも太郎がお供にならないかと言ったところ、喜んで「“死ぬまで”仕えさせていただきます」と言う辺り、仕えられるなら主人は誰でも良い模様。
所持オーパーツは輪の形をしたランクAの「フェアリング」。振動物質化・認識のエフェクトを持ち、例えば、「スネイク」と言えば、スネイクという文字がヘビのような動きをし、「カマイタチ」と言えば、カマイタチという文字のカマイタチが出て来る。
フランケン=シュレッツ
ゼノム組織四天王。元々はブラウニー=シュレッツの子供で自力で、歩くこともままならないほど病弱だったために父によって体をランクAのオーパーツへと改造された。巨大な仮面のような内部には脳が入ったカプセル内蔵されている。あらゆる武器が仕込まれており、外見はフランケンが一番気に入っていたお面をもとに作られている。
また機動力は弱く、本人曰く「ゼノム最強の戦士」となったがボールに敗れ、副作用により自らの脳が限界に達していたため、父であるブラウニー=シュレッツによってカプセル内の脳を撃ち抜かれて絶命した。闘病期に青白い顔を隠せたという理由でお面を気に入っており、そのお面を交換することで顔の見た目ばかりかスピリッツをも変えてしまう。なお、ボール達と対峙していた際にはムキになったりと、見た目とは裏腹の子供らしい一面を見せた。
バク
ゼノム組織側近幹部でO.P.T.。二人の息子と同じ、テレパシーとワープのエフェクトを持つ仮面「マギマの仮面」。通常はオーパーツの能力で連絡や離れた場所への移動などをしている。ワープは3人揃っていないと使えない上、使用者の命を削る。戦闘では幻影技がほとんど。
エルガ
ゼノム組織上級幹部でO.P.T.。上級幹部に所属しているものの、実質はオーパーツの力で上級幹部になったと言っても過言ではない。ジオに敗北して孔雀に殺された。
所持オーパーツは、相手の影に突き刺して動きを10分の1にするナイフ「モスキートゥ」。
ワイズ=ユーリィ
ゼノム組織下級幹部でO.P.T.。深紅の奇術師（クリムゾンマジシャン）と呼ばれており、気に入らなければ仲間さえ殺し、殺した人数分のピアスを舌にしている。エントツシティを襲っていたゼノムのリーダーで裏でステア政府とつながっていたが、実はランクSの生態型オーパーツ「メキシス」を手に入れることが目的だった。一度ジオに勝利したものの二度目はナンバー・オブ・ビーストの力を手にしたジオに敗れ、その後はメキシスに吸収された。
所持オーパーツはランクBの2つの輪っか「ブラザー」。2つのエフェクトを共有しており、物質転移が可能。
アビランス兄弟
ゼノム組織戦闘隊長で兄弟共にO.P.T.(それぞれの額に、『兄』『弟』と書かれている)。所持オーパーツはランクAの2人乗り生態型オーパーツ「メサイヤ」。エフェクトは粒子ビームと俊足移動で、兄が攻撃を担当し、弟が移動を担当する。キリク部隊を全滅させたものの、クロスによって兄弟ごとバラバラにされた。2人揃って使用するメサイヤを使っており、キリク部隊を皆殺しにしたもののクロスによって倒された。
ムセシ
ゼノム組織戦闘隊長でO.P.T.。立ち上がっただけで悲鳴をあげてしまうほどの高所恐怖症のため、普段はしゃがみこんでいる。ボールが初めて戦った相手であり、空中に浮かされた際には高所恐怖症で気絶した。
所持オーパーツは、長く伸び骨すらも切り裂く爪とキバの「ハングとトゥースハング」
ラージ=ヒル
ゼノム組織構成員でO.P.T.。ボール達を襲ったものの、噛んだものを錆びに変える生態型オーパーツ「ガライヤ」を持つが、成長したボールに倒された。
ミギー、ヒダリー
ゼノム組織構成員でO.P.T.。サイクロプス人の里を探していたが、ジオとボールによって倒された。髪型が手の形で顔にも手が書いてあり、それぞれの手は名前の通りの手である。
所持オーパーツは目的の物だけを掴み込む「ライトハングと「レフトハング」
ジョーカー
ゼノム組織構成員でO.P.T.。ジオと伝説のオーパーツを奪おうとしてビッグオーフェン改に爆弾を仕掛けたが、ジャジャ丸に倒された。オーパーツ「ジョーカーズキン」の能力で紙のようにペラペラになっていたものの裏目に出て折鶴に折られ、どこかに飛んでいった。その後、孔雀と分離したアドラマレクの核を回収した。
ブラウニー=シュレッツ
ゼノムの科学者でゼノムのスパイとしてジャガの下でドックと言う名で仕えており、R-108と言う強制的にO.P.T.にする薬とスピリッツドライブと言うスピリッツを持った物質を作り出した。サイボーグで頭に全てのデータが入っており、エントツシティで頭のみシュリに回収された。
病弱な息子フランケン=シュレッツを救うべく試行錯誤した末、O.P.T.の持つスピリッツに可能性を見出し、一般人をO.P.T.化する研究に乗り出した。しかし研究に没頭した挙句に本来の目的を見失ったことを嫌悪し、しかも研究成果が不完全に終わったことを悔やむ。そのためにボールに敗れたフランケンの脳の入ったカプセルを撃ち抜き、最後までフランケンを救えなかったことを悔いながら自殺した。
チトニウムを打ち出すランクBのオーパーツ「チトニウムガン」を自らの右手としている。

## ブルースカイシティ(エントツシティ)
かつてジャガによって支配されていた街でメキシス発掘のついでに出る石炭を使った蒸気動力によって発掘しているために常にスチームだらけだった。ほとんどの者が絶望していたもののジオの活躍によって救われた。なお、ジオが最初に征服した（救った）街でもあり、ボールの故郷でもある。4年後の第2部では街全体が空色のブルースカイシティとなり、ジオを探すボール達の拠点となっていた。
リーダー
レジスタンスのリーダー。ステア政府とゼノムがつながっていたことをテレビ放送して街でクーデターを起こそうとしていたが失敗し、絶望していたもののジオの言葉で立ち直って作戦を成功させた。
マリ
ボールの妹。メキシスが動いたことにより、ほとんどの者が絶望している中で唯一絶望しなかった少女。4年後の第2部ではかなりスタイルが良くなっている。

## ロックバード
空に浮かぶ巨大なオーパーツ都市。街の住人は地上をゴミ捨て場と見ているために地上にゴミを捨てる場所が五箇所あり、その辺りはゴミ砂漠と呼ばれる。最上階の頂点には支配者のイカロスが住んでて、イカロスに近づくという理由から階段一つ上がるだけでもお金を入れなければならず、払わない場合はセインサーライズによって攻撃させる。街の住人はイカロスによって洗脳されており、イカロスが話す時はイカロスの声をよく聞くべく耳たぶを引っ張るために耳たぶが長い。またイカロスの命令によって女子供も戦う。4年に一度、オリンピアと言うO.P.T.同士の大会が行われ、優勝者には大金と伝説のオーパーツに関するものとロックバードに住む権利が手に入るとされていたが、実際にはカバラのレシピを集めるために開催されていた。街全体がオーパーツのため、スピリッツを注がなくてはならず、オリンピアの優勝者がレシピでなかった場合、そのO.P.T.が電池の役割をするが、4年経つと交換時期になるためにオリンピアは4年に一度開かれる。
なお、この町の正体はイカロスの体であり、その周りを街で覆っていた。
イカロス
ロックバードの支配者で実はNo2iの悪魔ベルゼブブ。レシピを集めるためにオリンピアを開いていた。詳しくはベルゼブブを参照のこと。
ダダ=ヒデロー
オリンピアの司会でオカマ。浮遊シールを使ったことからO.P.T.ではないかと思われるが不明。驚くと男の声が出る。イカロスに洗脳されていたがロックバードが崩れ、正気に戻った。

## サイクロプス人
褐色の肌と白い髪を持つ人種でジオ達が住む星の先住民族。選ばれし者には第三の目が開いて神秘の力が使えるとのこと。辺境の火山地に隠れ里があり、第2部までの4年間ジオがリーダーとして守っていた。
第三の目は、サイクロプス人の中でも有数の者しか使えない能力で、額の模様から縦長の目という形で現れるが、現在はその模様しかないという者がほとんど。その目で見たものにプログラムを入力して自由自在に動かすことができ、それは相手への攻撃も防御も両方こなせる（攻撃なら相手へぶつけたい物体に相手向かい飛ぶよう入力し、防御なら向かってくる物体に自分を回避するよう入力する）が、使用には体力を消耗し、使い過ぎれば使用者自身の肉体を崩壊させてしまう恐れがある。また人間自体に目の能力は効かない。
アルカード=スピリッツ
伝説のオーパーツを使い世界を征服した男でサイクロプス人と地球人(ノア)との間に生まれたO.P.T.。ダストム遺跡に一つ目の彼が右手に正カバラ、左手に逆カバラを持っている壁画がある。世界征服後は全人類の90%を滅ぼし、その後人類はさらに優れた生命体となった。ちなみにオーパーツを使う際に使うスピリッツは、彼の名から来ている。
隼
メイの祖父で里の長。ジオ達にこの星の古い歴史を教え、ジオに伝説のオーパーツを託した。
鷹
隼の弟でO.P.T.の女性と一緒になり、双子の息子キリンと孔雀を授かる。その後は2人に剣術の修行を施すが孔雀にキリンをしのぐ剣術の才があることを見抜いた上であえて厳しく鍛えた。しかし剣の戦いで常に孔雀がキリンに負けていたこと、孔雀に第三の目がなく逆にキリンにはあったことから次第に孔雀との心の隔たりが深まり、アドラマレクの力を得た孔雀に殺された。しかし生前に伝家の名刀である瞬花終刀に孔雀の名前を刻み、彼が後継者である証を残した。
つばめ
メイの兄。3年前、伝説のオーパーツを狙うゼノムとの戦いで命を落としたと思われていたが三島に回収され、第三の目を開眼させた。ジオ達がステア政府に侵入した際は記憶を失っており、実の妹であるメイを殺そうとしたが、同じく妹がいるボールの拳とメイの耳のおまじないで記憶を取り戻した。第三の目の使い過ぎにより消滅してしまったものの、最期にはメイと心が通じ合うことが出来た。ちなみにメイの他人の耳を触る癖は彼が教えた、悲しいことを忘れるおまじないから来ている。

## 天使
1.メタトロン(王冠)
13年前（第2部では17年前）にステア海域内で発掘されたレシピ。発掘当時は人形（ひとがた）を形成して覚醒しておらず、外見は2歳くらいだった。クロスと名づけられた。詳しくはクロスを参照のこと。
2.ラツィエル(知恵)
小さな生物とのことだったが、インデ地方のシャマ族の間で代々触れてはならぬものとされたNo.2の天使。歴史の闇に封印されて来た伝説の存在だったとのこと。ステア政府が有する正カバラに最初に打ち込まれた。
3.ザフキエル(理解)
姿のみが登場、能力は不明。一見すると、羽の付いたサソリのような姿をしている。カバラに打ち込まれる。
4.サドキエル(慈悲)
かつてゼロの父親の体内に宿っており、後にゼロに受け継がれたNo.4の天使。ゼロがジオと一緒に過ごしていた間はジオにも感じさせないほどにレシピとしての力を抑えられていた。犠牲のナイフと言う特殊能力を持っている。ゼロも参照のこと。
5.サマエル(峻厳)
ゼノム四天王の1人であるロックの右目に宿っているNo.5の天使。逆カバラの前に立つことによりレシピとしての力が解放される模様で、No.8iのアドラマレクの力を持った孔雀がカバラに打ち込まれかけた際にはロックの右目を突き破って触手を鎮め、ロックがNo.4iのアシュタロトをカバラから引き出した際には、セフィロトから出て来た触手を一瞬で消し去った。覚醒体の姿は12枚の羽を持ったヘビで、全身がマジックスネークのようにカクカクとした姿をしている。相手の考えや心、スピリッツの残量なども分かる。左前二番目の羽にレシピの核があるため、そこをジオに突かれたことによりロックと分離した。ロックも参照のこと。
6.ミカエル(美)
No.6の天使でジオ達がステア政府に侵入した際に戦った。美の天使だけあって美意識が異常に高い。覚醒体は球体で触れた物を浄化して元の自然素材にまで戻す力を持っており、本人は球体こそが究極の美と考えている。最後には覚醒体のクロスに負け、自ら進んで正カバラに打ち込まれた。
ミカエル(コピー)
No.6の天使ミカエルの細胞から作られたコピーで力を発揮するときには翼が生えた状態になる。三島の命で正カバラのレシピを回収し、逆カバラのレシピを消すべくロックバードのオリンピアに参加していた。ステア政府の研究のために長い間監禁を強いられていたためか悲しい瞳をしており、オリンピアでリングの中に紛れ込んだハイバードを複雑な表情で見ていた。政府のジャマになる3iのルキフグスを消すべくユリアを殺そうとしたものの孔雀に阻まれ、孔雀との対峙では8iのアドラマレクの力に敗れて全身を塩の柱に変化させられ、地に落ち壊れた。地に落ちる際の彼は"やっと自由になれる"と安らかな表情でいた。
7.ハミエル(勝利)
人型(ヒューマノイド)でエリート揃いのステア政府の回収第一大隊が全滅しかけたほどに強力な力を有するNo.7のやや大きめの天使。正カバラに打ち込まれる際に一時は打ち込みに失敗し、カバラの侵食に逆らってカバラから出て暴れだそうとしていたものの、三島のポジトロンショットにより2番目に打ち込まれた。
8.ラファエル(栄光)
姿のみが登場、能力は不明。姿は二つの正四面体とそれを繋ぐ柱のような部分が中央にある。
9.ガブリエル(基盤)
姿のみが登場、能力は不明。姿は上下に輪があり、その中心にスライムのような液状の部分がある。打ち込み済み。
10.サンダルフォン(王国)
クロスより先に発掘されたレシピで発掘当時はクロスと同様に覚醒していなかった。後にステア政府軍の第一アタック部隊隊長だったゼクト=クレセントによってソロモンの鍵と共に持ち去られ、大切に育てられた。詳しくはルビィを参照のこと。

## 悪魔
1i.サタン(無神論)
ジオの中にいるカバラの悪魔で、逆カバラの最高ランクNo.1iに位置する最終記憶兵器。人間のことを「アダムカドモン」と呼んでいる。ジオが幼い頃からたびたび出てきており、白い髪に赤い目、大きく裂けた口と2本の生えている角と背中から出ている4本の触手が彼の特徴である。額の数字は当初は「VI6六」だったが、ジオと契約を結んだ後は6が三角に並んでいる状態になった。圧倒的な力を持っているものの、ジオの心が大きいほどに出てこれなくなる。クロスの妹のリリィを殺し、それによる負の力を自分のものにしようとしたがクロスが天使に覚醒したことで失敗した。
第二部になってからはルビィによって抑えられており、ルビィの魂が戻る際にはジオを支配しかけたものの、ジオの強靭な心によりすぐに抑えられた。
本当の名はルシフェル。元々はエデンという星で発見された神の永久エネルギー研究のために、72人の科学者で結成されたソロモンという機関の一員だった。
しかし、その力を独占しようとし、一番情報が集まっていた逆カバラ、No1iのエネルギーを、間に666種の生物媒体をおき、変化させつつ取り込もうとしたが、体を失い、エネルギーの核になってしまい、ソロモン全員の体に入り、体を奪おうとしたが、その体まで皆吸収してしまった。しかし、ソロモン機関の中でも特に優れていたアダムとイブはその暴走を予期しており、彼らのお気に入りだった地球の生物の情報を元につくりだされたカバラとは別の試作の情報記憶体、FREEDOM(ジオ=フリード)の中に入った。
最後は地球そのものを飲み込み、永久エネルギーを手に入れようとしたが、この星すべての人を信じたジオによって倒された。
2i.ベルゼブブ(愚鈍)
ロックバードの支配者であるイカロスが有するNo.2iのレシピ。一説に巨大なハエでその羽一振りで大波を起こし、島を沈めたバケモノとされている。怪我をした所を虫でつなぐために高い再生能力を持っているが無限ではなく、何度か再生すると再生速度が遅くなり、また頭は再生出来ない模様。第1形体では人間と同じ姿だが、普通の人間よりも遙かに大きい。第2形態では虫に近い姿になり、第3形体は正に巨大なロックバードを覆うほどの巨体へと変貌。ジオのサタンとしての力を手に入れようとしたもののジオに破れ、逆カバラに打ち込まれた。
3i.ルキフグス(拒絶)
ダムドの遺跡で眠っていたレシピでオリンピアの9年前にユリアの左腕に寄生していたNo.3iの悪魔。この世の3次元から別の次元へ体を移動させ、攻撃の瞬間にその部分だけを3次元に戻して削り取り、別の空間へ持っていく能力を持つ。イカロス曰く、この世のあらゆるものを拒絶して別の空間へと導く、次元を跳ぶことのできる悪魔とのこと。ユリアをただの電池としか見なしておらず、オリンピアでビライアの酸からユリアを守ったのも、ユリアのスピリッツを最大限にまで利用する為。彼女がスピリッツを出すだけでユリアを引きずるほどにまで暴走する。オリンピアにて暴走していたときにはカイトとユリアの想い合う心によって一度は鎮まった（シュリ曰く、心と言う形ないものが形あるものを消し去る拒絶のルキフグス自身に理解出来なかったため）。孔雀に捕まってユリアごと逆カバラに打ち込まれた。
4年後の第2部では天使であるロックにアシュタロスと共にカバラから引き出され、南極にてシュリとカイトと対峙、そのときはO.P.T.であるユリアを守るために自身の体内に閉じ込めていた。一時はカイトを別次元に飛ばしたもののユリアを想うカイトの心によって体内のユリアを彼に晒してしまい、さらに彼女を抱きしめるカイトとその想う心によりユリアを奪取されることとなる。最後にはその想い合う心に拒絶を示してユリアの左腕から離脱、その際に自身の核のみが逆カバラに封印されることとなった。
4i.アシュタロト(無感動)
天使であるロックに逆カバラからルキフグスと共に引き出されたNo.4i無感動の悪魔。ナヘマーの体内にてロックと共にジオやジンと対峙することとなる。触手で刺したものを少しの間別の性質の物へ作り変えることが可能で岩をゴムにしたり、かなりの強度の檻を軟らかくすることが出来る。また生物2体に刺すことにより、その2体を入れ替えることも可能。自らの能力を過信したためにジンとゼロに敗北し、レシピの核をゼロに奪われたために再生出来ず、絶命した。尚、ゼロが持っていた核はゼノム総帥の力により奪われることとなった。しゃべることも出来るが片言で知能はあまり高くない模様。力こそが全てという信念(?)を持っている。ちなみに、この作品の中ではアシュタロトの他に"アシュタロス"と言う表記も存在している。
5i.アスモデウス(残酷)
一説に3つの頭を持ち、全てを焼き払い、未来を見通したバケモノとされている。闇の武力を持っている。なお、レシピの核はジンが持っていたかと思われていたが、それはゼノム総帥がステア政府を惑わすために作った偽物であることが判明した。ゼノム総帥が所持。
6i.ベルフェゴール(醜悪)
発明発見を主とする悪魔でオーパーツを作ることができる。ゼノム総帥が所持。
7i.バール(色欲)
近寄る全ての者を幻の世界に連れ込んで永遠に閉じ込める能力を持つ生物の様なNo.7iの悪魔。その妖艶な能力によりゼノム四天王の3人はなすすべもない様子だったが、アドラマレクの力で中に入り込まれた孔雀によってレシピの核を奪われて絶命し、核は逆カバラの中に打ち込まれた。
8i.アドラマレク(貪欲)
孔雀の右腕に寄生していたNo.8iの悪魔。孔雀の右腕に寄生する前は孔雀達の母親の墓石の中に存在していた。悪魔一の分解能力を持ち、再構築も出来る。光の届く範囲まで能力を発揮出来るうえ、No.6の天使ミカエルと違い、体内の物質も分解できる。物質をすり抜けられ、物理攻撃は効かないに等しい。キリンに敗れた後に孔雀の右腕から分離、レシピの核はジョーカーに回収された。孔雀も参照のこと。
9i.リリス(不安定)
第1部から第2部の4年の間にぽんずの心に付け込んでぽんずの体に寄生していたNo.9iの悪魔。寄生されたことにより、ぽんずは髪の毛を操る力と目を見た者を混乱させる力を得ていた。覚醒体の姿はコウモリのような黒い翼に大きな目があり、さらに蛇の様な足に体のあちこちに穴がある。クロス達との戦いでは最終的に、覚醒体のクロスの右手によってレシピの核のみ引きずり出された。ゼノム総帥との戦いの際にゼノムの力により、リリスのセフィロトの上に核を持っていたクロスはワープさせられたがためにやむを得ず核を手放し、核は打ち込まれた。ぽんずも参照のこと。
10i.ナヘマー(物質主義)
ゼノム組織の本部が内部に存在しているクジラのような生物。No.10iの悪魔で、その大きさがステア政府(後に独立国家ジパンとなる)が所持しているSSオーパーツの神(シン)に匹敵する悪魔最大のレシピ。高ランクのオーパーツやレシピに反応して飲み込む力を有し、その体内にはあらゆる罠や仕掛けと共に歴史において優れた遺跡がいくつか存在している。赤道付近のアスカルド大陸南西に生息していることから、南極に存在する逆カバラに打ち込まれてはいない模様。レシピとしての力の詳細は今のところ不明。

## その他
偽サタン
サタンのふりをして悪事を働いていた男で運良く見つけたオーパーツでジオを追い詰めるものの、本物のサタンによって倒される。その後は恐怖で精神が不安定になった状態でステア政府に保護されたものの、その後どうなったかは不明。所持オーパーツはランクCの「リバイアサン」。水のエフェクトで空気中から水分を吸収して弾に変えて放つ。
ラング
イバラの遺跡を調査している考古学者。20年間イバラの遺跡を調査していたが、オーパーツ狙いのO.P.T.に遺跡を荒らされて水の泡となってしまったものの、ジオによって心を動かされた。どうやらゼクト=クレセントと会ったことがある模様。
リリィ=ビアンキーナ
クロスの妹だが、実の妹ではなくステア政府が原石だったクロスを覚醒させるべくソロモンの鍵のコピーと親しみやすい様にとサンダルフォンの原石、つまりルビィの細胞から作った存在。しかし、クロスの力を吸収しようとしたサタンによって殺された。ちなみに、ルビィの細胞から作られているのでルビィにそっくりであり、クロスのオーパーツジャスティスは彼女が宝物にしていた物である。
ガリオレ=ウィック
元ステア政府機密情報工作員で現在は考古学者。ジオ達に今の人類が青き星からきたことを教えた。父親のようにジオが慕っていたが孔雀によって殺された。
バーシル
ウィックの妻で病弱。同じく母親のようにジオが慕っていたが孔雀によって殺された。
アンナ
オリンピア出場者で、O.P.T.。巨乳で予選では麻酔針などの卑怯な手を使ったが、実は前回のオリンピアで優勝したO.P.T.で恋人であるマルスにもう一度会うためで、何としてでも優勝しようと考えていたもののジオに負けた。その後は電池となっていたマルスと再会し、直後にイカロスによって彼を殺されて生きる気力を失うも、ジオの戦いぶりに生きる気力を取り戻した。なお、首にルコ鉱石で出来た指輪をかけており、それは元々マルスがアンナにプレゼントした物。イカロスがジオに倒されるまでは普通の石の形をしていたが、イカロスが倒されてからは二つの指輪の形になった。
所持オーパーツは体に巻いている布「天女」。剣・槍・盾・鞭などのさまざま物に変化可能だが、エフェクトを発動させた零式改によって破壊される。
マルス
前回のオリンピアで優勝したO.P.T.。彼らが暮らしていた村ではO.P.T.は毛嫌いされていたため、その生活から抜け出すために大金のでるオリンピアに出場し見事優勝したが、その後は4年間ロックバードを浮かせるための電池となってしまい、最終的にはスピリッツ切れのゴミ電池としてイカロスに殺されてしまった。
所持オーパーツは、書いた物を特殊な方程式を使って解析し、質量を与えることによって物質化（例えばバリア・剣・巨大な腕など）させるランクBの本「マジックブック」。なお、自らのオーパーツの最後のページにはアンナとの約束の白いウェディングドレスが描かれていた。
パイソン＝ジャック
オリンピア出場者でO.P.T.。エンジョイキラーと呼ばれ、いくつかの街を滅ぼした。所持オーパーツは、ランクAの生態型オーパーツ「ビライヤ」。元は普通のO.P.T.だったが、ある村で発掘されたビライヤを運ぼうとした際に扱い切れずにビライヤの酸によって体が焼けただれてしまった。それ以来体に包帯を巻くようになったが、周りの者が彼をバケモノ扱いしてしまったがために心まで本物のバケモノとなってしまった。オリンピアではユリアと戦ったが、暴走したルキフグスによって別の空間に飛ばされ、第2部でミイラとなっていることが判明した。